# Макариос III
Макариос III (грч. Μακάριος Γ; Панаја, 13. август 1913 — Никозија, 3. август 1977), рођен као Михаил Христодулу Мускос (грч. Μιχαήλ Χριστοδούλου Μούσκος), био је архиепископ Кипарске православне цркве (1950—1977) и први председник Кипра од 1960. до смрти 1977. Током своја 3 председничка мандата је преживео 4 покушаја атентата, и државни удар у 1974. години. Грци са Кипра га сматрају за оца нације, или "Етнарха".

## Биографија
Рођен је 13. августа 1913. године у селу Панаја. Током Другог светског рата, студирао је теологију и право на Универзитету у Атини, где је дипломирао 1942. године. Након рата подупирао је политику енозис, уједињење Кипра са Грчком.
Године 1950. постао је архиепископ Кипра и постао веома утицајан међу грчком заједницом на острву. До 1955. на Кипру су ескалирале побуне против британске колонијалне власти, па је гувернер острва протерао Макариоса. Макариос је од 1956. до 1957. био у егзилу на Сејшелима. Након годину дана егзил му је завршио, али и даље није смео да се врати на Кипар, па је отишао у Атину. Како су преговори о давању независности Кипру напредовали, Макариос се вратио у Никозију 1959. године. Крајем 1959. Уједињено Краљевство, Грчка и Турска споразумеле су се o независности Кипра, a Макариос је 13. децембра изабран је за будућег председника Кипра.
Након што је Кипар 1960. године стекао независност, Макариос је водио политику одржавања добрих односа са Грчком и Турском и био значајна личност у Покрету несврстаних.
С временом су се на Кипру појавили проблеми у односима између кипарских Грка и Турака. Године 1967, у Грчкој је на власт дошао тзв. „режим пуковника“, што је узроковало напетости између Кипра и Грчке. Од 1971, међуетнички инциденти на Кипру били су све чешћи. Генерал Георгиос Гривас је организовао герилу, чији је примарни циљ био збацивање Макариоса с власти. Гривас је умро 27. јануара 1974, али су упркос Макариосовој понуди амнестије герилци наставили борбу против њега.
Државни удар на Кипру извршен је 15. јула 1974, а Макариос отишао у егзил у Лондон. Турска је удар искористила за окупацију северног Кипра од 20. јула, под изговором заштите турског становништва, приликом чега је извршено етничко чишћење тог дела острва. Три дана после инвазије, диктатура у Грчкој је пропала, али је Макариос остао у Лондону још пет месеци.
Након повратка на Кипар, радио је на уједињењу острва, али безуспешно. Кипар је до данас остао подељен на два дела.
Макариос III умро је неочекивано, од срчаног удара, 3. августа 1977. године. Сахрањен је у гробници у планини Тродос, крај Кикос манастира.